# Kelly Slater

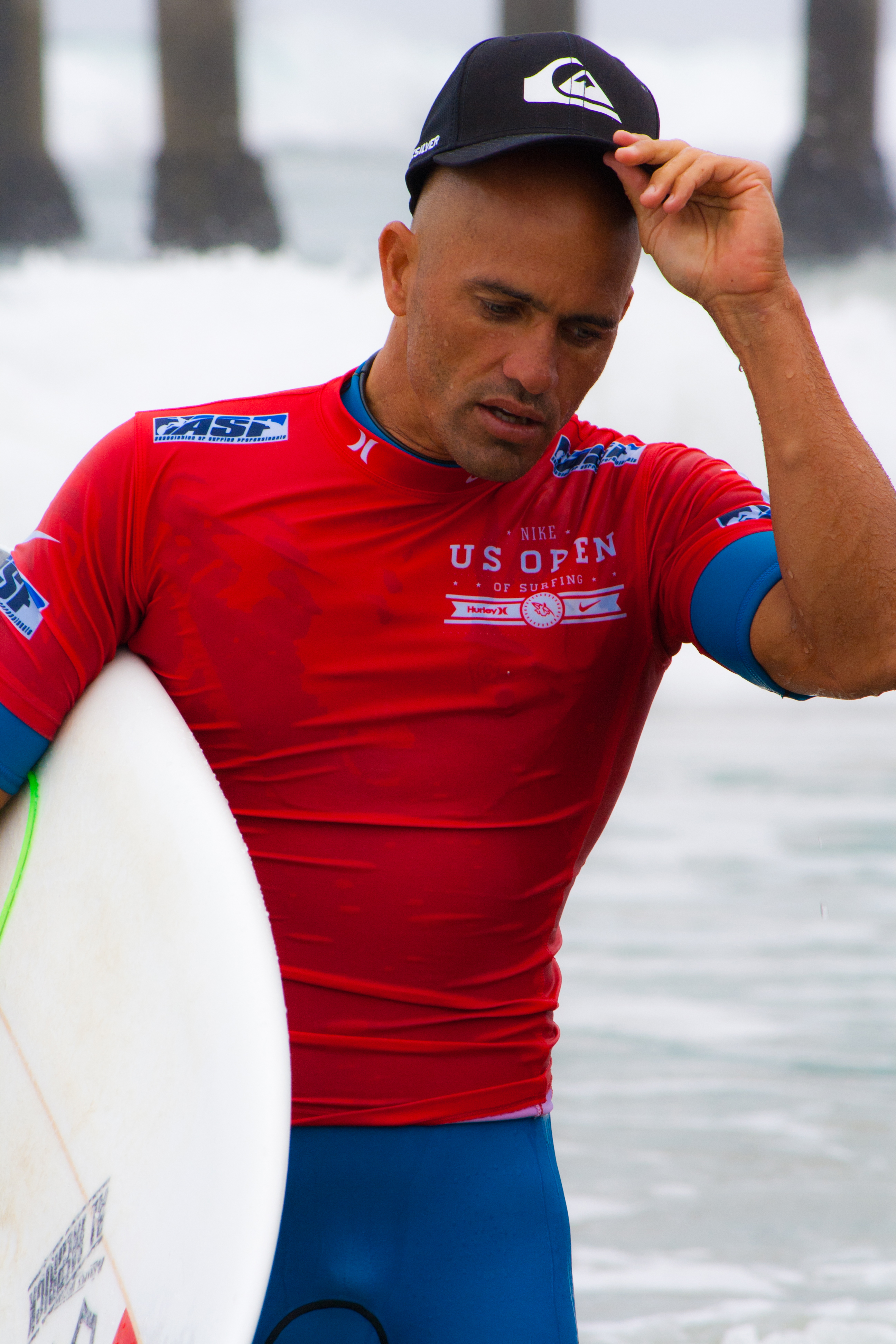
Kelly Slater (2012)

Robert Kelly Slater (* 11. Februar 1972 in Cocoa Beach, Florida) ist ein US-amerikanischer Profisurfer und 11-facher Weltmeister der WSL.

## Jugend
Slater wuchs in Cocoa Beach, Florida auf, wo er auch immer noch lebt. Da Slater nah am Meer aufwuchs, fing er bereits mit 5 Jahren zu Surfen an. Im Alter von 10 Jahren gewann er alle Wettkämpfe in seiner Altersklasse an der Ostküste. Ab dem 12. Lebensjahr begann er auch internationale Jugendwettkämpfe zu gewinnen.

## Karriere

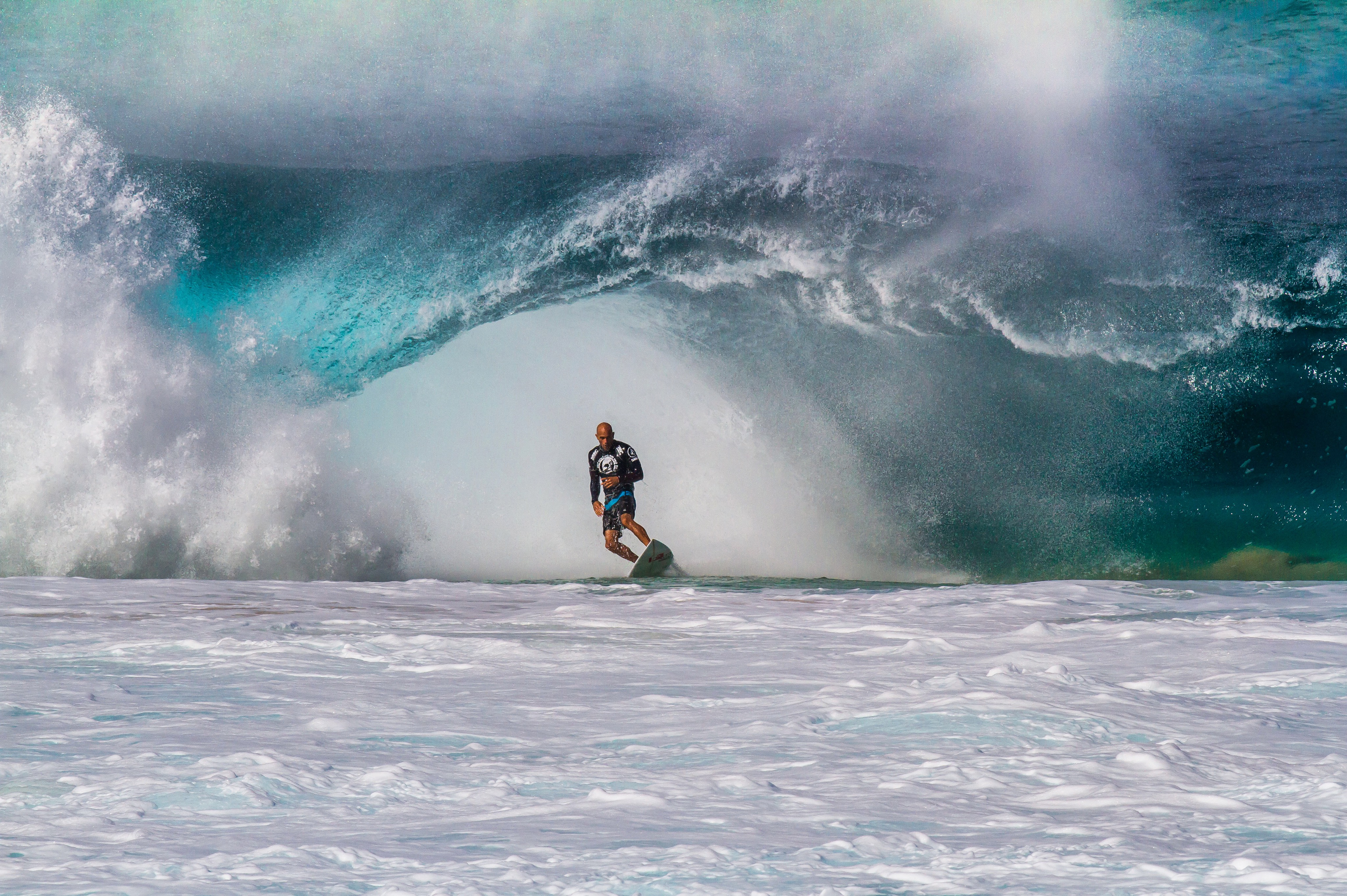
Kelly Slater in der Banzai-Pipeline auf Hawaii (2014)

Slater startete 1990 seine Profikarriere auf der ASP-World-Tour (später WSL). Bereits 1992 gewann er mit den Rip Curl Pro in Frankreich seinen ersten Contest und mit einem Sieg bei der legendären Pipeline in Hawaii als bis heute jüngster Surfer die Weltmeisterschaft. Mit fünf Titeln in Folge dominierte Slater die Profiszene im Surfen von 1994 bis 1998. Danach erklärte er seinen Rücktritt, da er alles erreicht habe und ihn sein eigener Ehrgeiz zerstöre. In den darauffolgenden Jahren reiste er um die Welt und drehte unter anderem alternative Surffilme. Anfang der 2000er-Jahre erkrankte sein Vater an Krebs; Slater verschob sein Comeback, um sich um diesen zu kümmern.
2003, im Jahr seines Comebacks, verlor er im allerletzten Contest der Saison den Titel an Andy Irons, was zugleich seine schlimmste Niederlage bedeutete. Die Rivalität zu Andy Irons gilt als eine der spannendsten in der Geschichte des Surfens. 2005 hatte sich Kelly Slater zu alter Form emporgearbeitet und gewann seinen insgesamt siebten Titel. Seinen achten Titel sicherte er sich vorzeitig am 13. Oktober 2006 beim Contest in Mundaka. Den neunten Titel gewann er ebenfalls beim Contest in Mundaka am 3. Oktober 2008. Der US-Amerikaner hat damit mehr Weltmeisterschaften gewonnen als je ein Surfer zuvor. 2010 konnte sich Slater bereits im neunten von insgesamt zehn Veranstaltungen in der ASP World Tour seinen 10. Weltmeistertitel sichern. Dies gelang ihm durch einen fulminanten Sieg (18,87 von maximal 20 möglichen Punkten) im Viertelfinale des Events in Puerto Rico. Sein Vorsprung zu seinem größten Mitkonkurrenten Jordy Smith war damit unaufholbar. Sein elfter und bisher letzter Sieg von 2011 machte ihn zum bis heute ältesten Gewinner der Weltmeisterschaft. Somit ist er sowohl der Jüngste als auch der Älteste, der den Titel je gewinnen konnte.

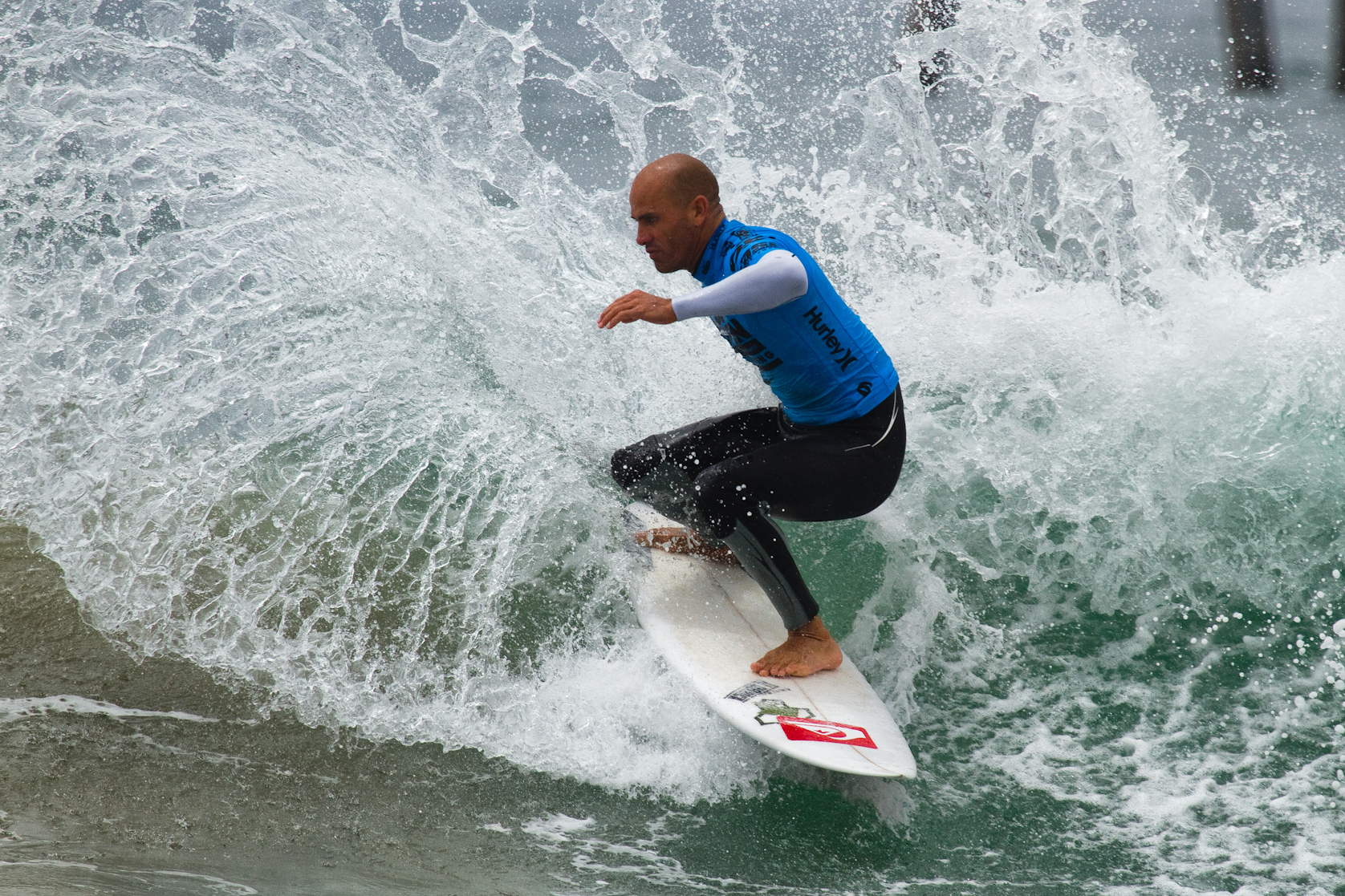
Kelly Slater (2011)

Den Weltmeistertitel holte er sich in den Jahren 1992, 1994, 1995, 1996, 1997, 1998, 2005, 2006, 2008, 2010 und 2011. Insgesamt hat er 55 Einzelwettbewerbe der WSL gewonnen. Außerdem gewann er den Triple-Crown-of-Surfing-Titel 1995, 1998 und 2019 im Alter von 47 Jahren.
Sein Surftalent verhalf ihm auch zum Sprung ins Fernsehen. Von 1992 bis 1993 spielte er für eine Staffel in der Fernsehserie Baywatch mit. Ein Videospiel, Kelly Slater’s Pro Surfer, ist nach ihm benannt und er ist ein spielbarer Charakter im Skateboard-Spiel Tony Hawk’s Pro Skater 3, allerdings tritt er mit einem Surfboard auf. Slater verfügte über millionenschwere Werbeverträge; sein Hauptsponsor war von 1990 bis 2013 Quiksilver, an denen er 3,0 % der Aktien hält.
Im März 2013 trennten sich Kelly Slater und Quiksilver, da er seine eigene Bekleidungsfirma Outerknown gegründet hatte. Zusätzlich unterschrieb er einen Vertrag bei Kering. Zu diesem Konzern gehörte sein damaliger Hauptsponsor Volcom. Slater surft Boards der Firma Firewire, wo er unter Slater Designs seine eigenen Boards vertreibt.
Slater erhielt 2002 einen Eintrag in den Surfing Walk of Fame in Huntington Beach, Kalifornien.
Slater schied am 21. April 2023 als „the G.O.A.T.“, mit diversen Rekorden innehaltend, u.a dem des bis dato jüngsten und ebenso ältesten World Champions als Titelanwärter aus der weltweit höchsten Surfliga, der World Surf League (WSL) aus. Seine Karriere hat er aber nicht offiziell beendet, u.a wird er aufgrund seiner enormen Erfolge als möglicher Olympiakandidat für die USA antreten.

## Persönliches
Slater hat zwei Brüder und eine Tochter (Jg. 1996).
Er war mit Pamela Anderson, Gisele Bündchen und Cameron Diaz liiert und wurde dadurch auch außerhalb der Surfszene noch bekannter.
Slater ist Teil des Beraterstabes der Meeresschutzorganisation Sea Shepherd. Außerdem betreibt er mit der Kelly Slater Wave Company einen Wavepool in Lemoore, Kalifornien. Nur ausgewählte Surfer bekommen die Möglichkeit, diese menschengemachte Welle zu reiten.